# Cité de la musique et de la danse di Strasburgo
La Cité de la musique et de la danse di Strasburgo è una struttura polifunzionale dedicata alla musica, alla danza e al teatro, inaugurata nel 2006 a Strasburgo. Il concerto inaugurale è stato tenuto il 15 settembre 2006 da Pierre Pincemaille.
È la sede delle attività del Conservatorio di Strasburgo e il principale luogo del Festival Musica.

## Organizzazione
Oltre al parcheggio sotterraneo, la Cité è composta da cinque livelli:

### Piano terra
- un auditorium (500 posti)
- una sala per organo (50 posti)
- un caffè-ristorante
- gli uffici del Festival Musica
- ampie stanze

### Primo piano
- l'amministrazione del Conservatorio
- la biblioteca
- uno studio destinato all’insegnamento, registrazione e produzione
- il polo delle scuole di musica della città di Strasburgo
- aule

### Secondo piano
- aule

### Terzo piano
- aule

### Quarto piano
- quattro grandi studi di danza